# Värmeböljan i Europa 2003
Värmeböljan i Europa 2003 var den mest intensiva som i modern tid observerats i regionen. Den varade 2–13 augusti 2003 och var kulmen på en exceptionellt het sommar i Europa. Mängder med nya temperaturrekord noterades och fackgranskad analys placerar dödssiffran i Europa på mer än 70 000. Det gör den till en av de värsta naturkatastrofer som drabbat Europa senaste seklet. Värmeböljan drabbade framförallt västra och sydvästra Europa men i viss mån berördes även Östeuropa av hettan.

## Så drabbades länderna
Frankrike var det hårdast drabbade landet. Enligt officiella siffror krävde hettan närmare 15 000 dödsoffer. Temperaturer på över 40 grader noterades på många ställen, även i huvudstaden Paris i norra Frankrike uppmättes temperaturer på upp till 40 grader. Flera olika faktorer anses ha bidragit till de extrema dödstalen. Dels är temperaturer på över 40 grader mycket sällsynta i Frankrike och en så lång period med extrem värme har aldrig registrerats innan. Följaktligen var vare sig befolkningen eller myndigheterna förberedda på en så extrem väderhändelse. Bristen på beredskap hos hälsomyndigheterna fick i efterhand stark kritik. Vidare har de flesta fransmännen sin semester i augusti. Sjukhus, hemtjänsten och andra välfärdsinrättningar var underbemannade vilket president Jacques Chirac delvis skyllde på lagen om 35-timmars arbetsvecka.[källa behövs]
Som vid alla värmeböljor drabbades gamla och sjuka hårdast. Många pensionärer avled i sina hem och det dröjde i vissa fall flera veckor innan liken hittades. Efter hård kritik avgick hälsominister Jean-François Mattei 31 mars 2004. Vid den mycket intensiva värmeböljan 3 år senare i juli 2006 var myndigheterna bättre förberedda och dödstalen var mycket lägre.[källa behövs]
Italien Cirka 4 200 människor omkom på grund av värme under sommaren.
Portugal noterade den allra högsta temperaturen i Europa. I Amaraleja i södra delen av landet uppmättes rekordnoteringen 47,3 grader. I hettans spår följde våldsamma skogsbränder som förstörde 10 procent av landets skogar. Bränderna krävde också 18 dödsoffer.[källa behövs]
Schweiz uppmättes nytt temperaturrekord med 41,5 grader i Grono. Den oerhört varma sommaren ledde också till svåra jordskred när rekordmycket snö smälte i Alperna.[källa behövs]
Spanien Värmeböljan krävde 141 liv, inofficiella rapporter anger emellertid mycket högre dödstal. I det även normala fall mycket varma staden Sevilla uppmättes som mest nästan 47 grader och en lång rad städer satte nya temperaturrekord, bland annat Barcelona, Jerez de la Frontera, Badajoz och Huelva. Förutom Sevilla noterades temperaturer över 45 grader i bland annat Cordoba och redan nämnda Jerez.[källa behövs]
Storbritannien noterade nytt temperaturrekord med 38,5 grader nära Faversham i Kent (tidigare rekord var 37,1 grader). På London-Heathrow flygplats uppmättes 37,9 grader.[källa behövs] Hettan krävde 2 045 dödsoffer i Storbritannien.
Tyskland I Roth Bei Nürnberg uppmättes en temperatur på 40,4 grader, vilket är nytt nationsrekord. 7 000 människor omkom och den rekordtorra sommaren ledde till stora skador på grödorna. Vattennivån i floderna var också extremt låga.[källa behövs]